# Timoteij
Timoteij war eine Band aus Schweden, die 2008 in Skara von vier Schülerinnen der Katedralskolan gegründet wurde. Die Gruppe spielte eine Mischung aus Pop und schwedischer Volksmusik.
Die Band ist zweimal mit Songs beim Melodifestivalen angetreten:
- 2010: Kom
- 2012: Stormande Hav

Im Frühjahr 2014 verließ Johanna Pettersson die Gruppe. Im Dezember 2016 löste sich die Gruppe auf.

## Diskografie

### Alben
| Jahr | Titel   | Höchstplatzierung, Gesamtwochen, AuszeichnungChartsChartplatzierungen (Jahr, Titel, Platzierungen, Wochen, Auszeichnungen, Anmerkungen) | Anmerkungen |
| Jahr | Titel   | SE | Anmerkungen |
| ---- | ------- | --- | ----------- |
| 2010 | Längtan | SE1 Gold · (18 Wo.)SE |             |
| 2012 | Tabu    | SE2 (9 Wo.)SE |             |

### Singles
| Jahr | Titel Album               | Höchstplatzierung, Gesamtwochen, AuszeichnungChartsChartplatzierungen (Jahr, Titel, Album, Platzierungen, Wochen, Auszeichnungen, Anmerkungen) | Anmerkungen                                                                        |
| Jahr | Titel Album               | SE | Anmerkungen                                                                        |
| ---- | ------------------------- | --- | ---------------------------------------------------------------------------------- |
| 2010 | Kom Längtan               | SE2 Platin · (23 Wo.)SE | Im Dezember 2023 wurde eine englische Version unter dem Titel Come veröffentlicht. |
| 2010 | Högt över ängarna Längtan | SE3 (9 Wo.)SE |                                                                                    |
| 2012 | Stormande hav Tabu        | SE34 (3 Wo.)SE |                                                                                    |